# Font de la plaça Major (Llançà)
La font de la plaça Major és una construcció del municipi de Llançà (Alt Empordà) inclosa en l'Inventari del Patrimoni Arquitectònic de Catalunya.

## Descripció
És situada dins del nucli antic de la població de Llançà, a la banda sud-oest del terme. La font és a l'extrem de llevant de la plaça Major, al punt d'encreuament amb el carrer de Rafael Estela.
Es tracta d'una font de pedra picada de planta octagonal, formada per un cos de més de dos metres d'alçada, amb la coberta de tipus cupular. Tant el sòcol com la cornisa són motllurats. Presenta quatre petites piques de pedra a la part inferior dels paraments, amb els peus decorats i motllurats. Els brolladors són metàl·lics. La construcció està bastida amb carreus ben desbastats de pedra picada.

## Història
Al segle xviii, a conseqüència de la gran prosperitat assolida gràcies a la producció i l'exportació del vi de Llançà, es va considerar la conveniència de construir una nova església més gran al poble, tot enderrocant la vella d'estil romànic que estava situada al nord-est del recinte emmurallat. A l'espai on se situava la vella església de Sant Vicenç es va obrir la plaça Major, on es va bastir aquesta font.